# Isabella av Kastilien
Isabella av Kastilien, född 1283, död 1328, var en drottning av Aragonien och Sicilien och hertiginna av Bretagne; gift 1291 med kung Jakob II av Aragonien och Sicilien och 1310 med Johan III, hertig av Bretagne. Hon var dotter till kung Sancho IV av Kastilien och Maria de Molina. 

## Biografi
Isabella trolovades i sin barndom med Kastiliens tronarvinge Alfonso de la Cerda för att avsluta stridigheterna inom de olika släktgrenarna, men trolovningen bröts, och Cerda gifte sig med en annan 1290. 
Hennes äktenskap med Jakob II året därpå fullbordades aldrig på grund av hennes ålder, och annullerades på grund av olovlig släktskap 1295. 
Hon gifte sig 1310 med Johan III, hertig av Bretagne. Isabella hade inga barn under något av sina äktenskap.  

## Eftermäle
Isabella har en krater på Venus uppkallad efter sig.